# Alain Durand
Pour les articles homonymes, voir Durand.
Alain Durand, né le 10 juillet 1946, est un joueur de basket-ball français, évoluant au poste d'ailier (2,02 m).

## Biographie
Après une carrière de joueur riche en titres avec cinq championnats de France, Alain Durand se tourne vers le coaching. Il entraîne l'équipe première du Basket Club de Quincié-en-Beaujolais en championnat de France de Nationale 4 puis Nationale 3, de 1992 à 2000. 
Il rejoint ensuite le club de Lagresle. Sous ses ordres, le club passe du championnat régionale 2 au championnat de France nationale 3 en seulement trois saisons.

## Carrière
- 1964-1973 :   ASVEL Villeurbanne  (Nationale 1)
- 1975-1977 / 1979-1980 :   CRO Lyon Basket  (Nationale 1)

## Palmarès
- Champion de France en  1966, 1968, 1969, 1971, 1972

- Finaliste Championnat de France : 1965, 1967
- Coupe de France :  1965, 1967